# العلاقات الغامبية النيوزيلندية
العلاقات الغامبية النيوزيلندية هي العلاقات الثنائية التي تجمع بين غامبيا ونيوزيلندا.

## مقارنة بين البلدين
هذه مقارنة عامة ومرجعية للدولتين:
| وجه المقارنة                                              | غامبيا       | نيوزيلندا                                              |
| --------------------------------------------------------- | ------------ | ------------------------------------------------------ |
| المساحة (كم2)                                             | 11.30 ألف    | 268.02 ألف                                             |
| عدد السكان (نسمة)                                         | 2.10 مليون   | 4.24 مليون                                             |
| الكثافة السكانية (ن./كم²)                                 | 185.84       | 15.82                                                  |
| العاصمة                                                   | بانجول       | ويلينغتون، أوكلاند                                     |
| اللغة الرسمية                                             | لغة إنجليزية | لغة إنجليزية، اللغة الماورية، لغة الإشارة النيوزيلندية |
| العملة                                                    | دالاسي غامبي | دولار نيوزيلندي، الجنيه النيوزيلندي                    |
| الناتج المحلي الإجمالي (بليون دولار)                      | 1.01 مليار   | 205.85 مليار                                           |
| الناتج المحلي الإجمالي (تعادل القوة الشرائية) بليون دولار | 3.34 مليار   |                                                        |
| الناتج المحلي الإجمالي الاسمي للفرد دولار أمريكي          | 471          |                                                        |
| الناتج المحلي الإجمالي للفرد دولار أمريكي                 |              |                                                        |
| مؤشر التنمية البشرية                                      | 0.441        | 0.914                                                  |
| رمز المكالمات الدولي                                      | +220         | +64                                                    |
| رمز الإنترنت                                              | .gm          | .nz                                                    |
| المنطقة الزمنية                                           | 00           | ت ع م+13:00، ت ع م+12:00                               |

## منظمات دولية مشتركة
يشترك البلدان في عضوية مجموعة من المنظمات الدولية، منها:
| علم المنظمة | اسم المنظمة                               | تاريخ انضمام غامبيا | تاريخ انضمام نيوزيلندا |
| ----------- | ----------------------------------------- | ------------------- | ---------------------- |
|             | مؤسسة التنمية الدولية                     | 18 أكتوبر 1967      | 1 أكتوبر 1974          |
|             | يونسكو                                    | 1 أغسطس 1973        | 4 نوفمبر 1946          |
|             | مؤسسة التمويل الدولية                     | 19 سبتمبر 1983      | 31 أغسطس 1961          |
|             | منظمة حظر الأسلحة الكيميائية              | ?                   | ?                      |
|             | الأمم المتحدة                             | 21 سبتمبر 1965      | 24 أكتوبر 1945         |
|             | الاتحاد الدولي للاتصالات                  | 27 مايو 1974        | 3 يونيو 1878           |
|             | منظمة الشرطة الجنائية الدولية             | ?                   | ?                      |
|             | البنك الدولي للإنشاء والتعمير             | 18 أكتوبر 1967      | 31 أغسطس 1961          |
|             | الاتحاد البريدي العالمي                   | ?                   | ?                      |
|             | المركز الدولي لتسوية المنازعات الاستشارية | 26 يناير 1975       | 2 مايو 1980            |
|             | وكالة ضمان الاستثمار متعدد الأطراف        | 11 سبتمبر 1992      | 22 أبريل 2008          |
|             | منظمة التجارة العالمية                    | ?                   | ?                      |
|             | دول الكومنولث                             | 1965                | ?                      |

## وصلات خارجية
- موقع وزارة الخارجية الغامبية
- موقع وزارة الخارجية النيوزيلندية